# Camponotus ignestii
Camponotus ignestii är en myrart som beskrevs av Menozzi 1935. Camponotus ignestii ingår i släktet hästmyror, och familjen myror. Inga underarter finns listade.